# Tamara Lazakovič
Tamara Vasileŭna Lazakovič (in bielorusso Тамара Васілеўна Лазаковіч?, in russo Тамара Васильевна Лазакович?, Tamara Vasil'evna Lazakovič; Gusev, 14 marzo 1954 – Vicebsk, 1º novembre 1992) è stata una ginnasta sovietica, che conquistò 4 medaglie olimpiche, tra le quali una d'oro a squadre ai giochi olimpici di Monaco nel 1972.

## Palmarès
| Anno | Manifestazione | Sede   | Specialità           | Risultato | Note |
| ---- | -------------- | ------ | -------------------- | --------- | ---- |
| 1972 | Olimpiadi      | Monaco | Concorso a squadre   | Oro       |      |
| 1972 | Olimpiadi      | Monaco | Trave                | Argento   |      |
| 1972 | Olimpiadi      | Monaco | Corpo libero         | Bronzo    |      |
| 1972 | Olimpiadi      | Monaco | Concorso individuale | Bronzo    |      |